# Kenneth Kunen

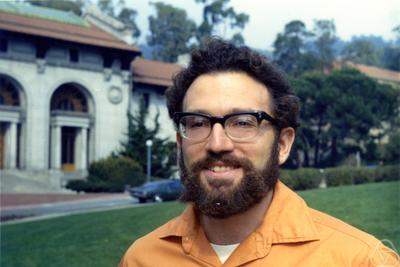
Kenneth Kunen (1972)

Herbert Kenneth Kunen (* 2. August 1943 in New York City; † 14. August 2020) war ein US-amerikanischer Mathematiker.
Er war Professor für Mathematik an der University of Wisconsin–Madison, der in den Bereichen Mengenlehre und deren Anwendungen in vielen Teilgebieten der Mathematik tätig war, z. B. in der Topologie und der Maßtheorie, aber auch an nicht-assoziativen algebraischen Systemen, wie zum Beispiel Quasigruppen arbeitete.
Kunen erhielt seinen Ph.D. 1968 von der Stanford University bei Dana Scott. 1969 wurde er Sloan Research Fellow.

## Veröffentlichungen
- Set Theory: An Introduction to Independence Proofs. North-Holland, 1980. ISBN 0-444-85401-0.
- zusammen mit Jerry E. Vaughan: Handbook of Set-Theoretic Topology. North-Holland, 1984. ISBN 0-444-86580-2.